# Ultramarin légykapó
Az ultramarin légykapó (Ficedula superciliaris) a madarak osztályának verébalakúak (Passeriformes) rendjéhez és a  légykapófélék (Muscicapidae) családjához tartozó faj.

## Rendszerezése
A fajt Thomas Caverhill Jerdon brit zoológus írta le 1840-ban, a Muscicapa nembe Muscicapa superciliaris néven.

## Alfajai
- Ficedula superciliaris aestigma (J. E. Gray & G. R. Gray, 1847)
- Ficedula superciliaris superciliaris (Jerdon, 1840)[2]

## Előfordulása
Dél- és Délkelet-Ázsiában, Afganisztán, Banglades, Bhután, Kína, India, Mianmar, Nepál, Pakisztán és Thaiföld területén honos. 
Természetes élőhelyei a szubtrópusi vagy trópusi száraz erdők, síkvidéki és hegyi esőerdők, szavannák, valamint ültetvények, szántóföldek, vidéki kertek és városi régiók. Vonuló faj.

## Megjelenése
Testhossza 12 centiméter.
|  |  |

## Természetvédelmi helyzete
Az elterjedési területe rendkívül nagy, egyedszáma pedig stabil. A Természetvédelmi Világszövetség Vörös listáján nem fenyegetett fajként szerepel.